# Boris Akoenin
Boris Akoenin (Russisch: Борис Акунин) is het pseudoniem van de Russische schrijver Grigori Sjalvovitsj Tsjchartisjvili (Georgisch: გრიგოლ ჩხარტიშვილი; Russisch: Григорий Шалвович Чхартишвили) (Zestafoni, 20 mei 1956). Akoenin is Georgisch van oorsprong en is vooral bekend geworden door de historische misdaadromans met Erast Fandorin in de hoofdrol. Akoenin is een Japans woord (悪人) dat vrij vertaald kan worden als schurk. Bovendien verwijst het naar de anarchist Michail Bakoenin.

## Levensloop
Tsjchartisjvili is van Georgische afkomst en werd in 1956 geboren in de centraal-Georgische stad Zestafoni. Hij woont in Bretagne, Frankrijk. Tsjchartisjvili is hoofdredacteur van het 20-delige Anthology of the Japanese literature en voorzitter van het project Poesjkinbibliotheek.
Onder het pseudoniem Boris Akoenin schreef Tsjchartisjvili verschillende historische misdaadromans met Erast Fandorin, zuster Pelagia en Nicholas Fandorin in de hoofdrollen. Pas nadat de eerste boeken rond Erast Fandorin met goede kritieken werden ontvangen, onthulde Tsjchartisjvili dat hij achter het pseudoniem zat. De eerste zeven boeken met Erast Fandorin in de hoofdrol, de eerste twee boeken rond diens kleinzoon Nicholas Fandorin en het eerste deel van de zuster Pelagia-trilogie zijn vertaald door Arie van der Ent en uitgegeven door uitgeverij de Geus. Ook de laatste twee delen van de zuster Pelagia-trilogie zijn vertaald en uitgegeven.
Akoenin vindt zijn inspiratie voor een deel bij diverse collega's. De verhalenbundel Нефритовые четки is opgedragen aan de Nederlandse auteur Robert van Gulik en zijn collega's Edgar Allan Poe, Georges Simenon, Arthur Conan Doyle, Patricia Highsmith en Umberto Eco.

## Belangrijkste werken

### Erast Fandorin

#### Uitgegeven in Nederland
1. Fandorin (Азазель (Azazel), tijd van handeling: 1876)
2. Turks Gambiet (Турецкий гамбит, tijd van handeling: 1877)
3. Leviathan (Левиафан, tijd van handeling: 1878)
4. De dood van Achilles (Смерть Ахиллеса, tijd van handeling: 1882)
5. Bijzondere opdrachten (Пиковый валет (Schoppenboer), tijd van handeling: 1886; en Decorateur (Декоратор), tijd van handeling: 1889)
6. Staatsraad (Статский советник, tijd van handeling: 1891)
7. De kroning (Коронация, или Последний из романов, tijd van handeling: 1896)

#### Niet uitgegeven in Nederland
1. De minnares van de dood (Любовница смерти, tijd van handeling: 1900)
2. De liefhebber van de dood (Любовник смерти, tijd van handeling: 1900)
3. Het diamanten rijtuig (Алмазная колесница, tijd van handeling: 1878, 1905)
4. De jaden kralen (Нефритовые четки, tijd van handeling: )
5. Yin en Yang (Инь и Янь, tijd van handeling: 1882)
6. De hele wereld theater (Весь мир театр, tijd van handeling: 1911)
7. De zwarte stad (Черный город, tijd van handeling: 1914)
8. De planet Water (Планета Вода, tijd van handeling: 1902-1912)
9. Geen tot ziens (Не прощаюсь, tijd van handeling: 1918-1921)

### Nicholas Fandorin
1. Dubbelschat (Алтын-толобас)
2. Vrij lezen (Внеклассное чтение)
3. F.M. (Ф.М.)
4. Valk en zwaluw (Сокол и Ласточка)

### Pelagia
1. Pelagia en de witte buldog (Пелагия и белый бульдог)
2. Pelagia en de zwarte monnik (Пелагия и черный монах)
3. Pelagia en de rode haan (Пелагия и красный петух)